# Solvant apolaire
Un solvant apolaire est un solvant dont le moment dipolaire résultant est nul. Il peut donc s'agir d'une molécule ne comportant aucun groupement polaire (exemple : cyclohexane) ou d'une molécule comportant des groupements polaires mais dont la géométrie fait que le moment dipolaire s'annule, comme dans le cas du tétrachlorure de carbone.

## Propriétés
Du fait de leur apolarité, ces solvants ont une très faible affinité pour l'eau, et ont une miscibilité dans l'eau relativement faible.

## Principaux solvants apolaires
- Hydrocarbures :
  - Hydrocarbure acyclique : n-hexane, pentane, éther de pétrole
  - Hydrocarbure alicyclique : cyclohexane, cyclopentane
  - Hydrocarbure aromatique : benzène, toluène, xylènes, cumène
- Hydrocarbure halogéné : tétrachlorure de carbone, chloroforme
- Certains éther-oxydes : éther diéthylique, 1,4-dioxane
- Dioxyde de carbone supercritique